# Grimme-Preis 2020
Die Verleihung des Grimme-Preises 2020 sollte am 27. März 2020 im Theater der Stadt Marl stattfinden. Die Nominierungen wurden am 16. Januar 2020 bekanntgegeben, die Preisträger wurden am 3. März 2020 veröffentlicht. Insgesamt waren 73 Produktionen und Einzelleistungen für den 56. Grimme-Preis nominiert, die aus über 850 Einreichungen und Vorschlägen ausgewählt wurden.

## Absage der Veranstaltung und Ersatz
Am 11. März wurde die Verleihung als Vorsichtsmaßnahme gegen die Verbreitung des Coronavirus abgesagt. Am 25. März wurde die Verleihung als voraussichtlichen Ersatz-Termin auf den 21. August verschoben; Anfang Juli sollte entschieden werden, ob dieser eingehalten werden kann. Bereits am 2. Juni wurde bekanntgegeben, dass auf eine Gala-Veranstaltung verzichtet wird und die Preisträger stattdessen mit einer Reportage auf 3sat gewürdigt werden sollen. Die Reportage wurde moderiert von Jo Schück, der zuvor einige Preisträger getroffen und ihnen den Preis übergeben hatte.

## Preisträger und Nominierungen

### Fiktion
- Hanne (NDR/ARTE) – Beate Langmaack (Buch), Dominik Graf (Regie), Iris Berben (Darstellung)
  - 1000 Arten Regen zu beschreiben (WDR/ARTE)
  - Bist du glücklich? (HR)
  - Das Menschenmögliche (ZDF)
  - Das Wunder von Wörgl (ORF/BR/ARTE/SFR/Rai Bozen)
  - Der König von Köln (WDR)
  - Draußen in meinem Kopf (ZDF/ARTE)
  - Endlich Witwer (ZDF)
  - Freiheit (ZDF)
  - Play (BR/ARD Degeto)
  - Polizeiruf 110: Der Ort, von dem die Wolken kommen (BR)
  - Tatort: Murot und das Murmeltier (HR)
  - Tatort: Anne und der Tod (SWR)
  - Tatort: Falscher Hase (HR)
  - The Love Europe Project (ZDF/ARTE)

Serien:
- Der Pass (Sky) – Cyrill Boss, Philipp Stennert (Buch/Regie), Philip Peschlow (Kamera), Quirin Berg und Quirin Schmidt (stellvertretend für die Produktion), Julia Jentsch, Nicholas Ofczarek und Franz Hartwig (Darstellung)
  - Andere Eltern (TNT)
  - Eden (SWR/ARTE/ARTE France/Degeto)
  - Fett und Fett (ZDF)
  - M – Eine Stadt sucht einen Mörder (ORF/RTL)

Spezial:
- Skylines (Musik, Netflix) – Dennis Schanz (Showrunner), Ben Bazzazian (Musik), Edin Hasanović (Darstellung), Carol Schuler (Darstellung)
- Eden (SWR/ARTE/ARTE France/Degeto) – Constantin Lieb (Buch), Dominik Moll (Buch/Regie), Felix von Boehm und Jan Krüger (Produktion)
- The Love Europe Project (ZDF/ARTE) – Claudia Tronnier und Gabriela Sperl (stellvertretend für die Redaktion)

- Die Neue Zeit (Ausstattung, ZDF/ARTE)
- Heinrich Breloer für Brecht (WDR/BR/SWR/NDR/ARTE)

### Information & Kultur
- Dark Eden – Der Albtraum vom Erdöl (ZDF/3sat) – Michael David Beamish und Jasmin Herold (Buch/Regie), Andreas Köhler (Kamera), Martin Kayser-Landwehr (Schnitt)
- Die Unerhörten – Über den Landtagswahlkampf in der Prignitz (rbb) – Jean Boué (Buch/Regie)
- Wie „Holocaust“ ins Fernsehen kam (WDR/NDR/SWR) – Alice Agneskirchner (Buch/Regie)

- Barstow California
- Brüder Kühn – Zwei Musiker spielen sich frei (ZDF/3sat)
- Das innere Leuchten (SWR)
- Der Funktionär (ZDF)
- Die 3 Satelliten (ZDF/3sat)
- Die Story im Ersten: Tote auf der Balkanroute (BR)
- Draußen (WDR/ARTE)
- Elternschule (SWR)
- Filmfrauen. Die Interviews (ZDF)
- Gundermann Revier (MDR/rbb)
- Lucica und ihre Kinder (ZDF/3sat)
- Markt der Masken (NDR/ARTE)
- Musste Weimar scheitern? (rbb/NDR)
- Nachlass (ZDF/3sat)
- Rabiat: Deutschland den Deutschen? (RB)

Spezial
- Nadia Kailouli und Jonas Schreijäg für Recherchen und Bilder von einer Fahrt mit dem Seenotrettungsschiff Sea-Watch 3
- Britt Beyer und Vassili Silovic (Gesamtregie) sowie Volker Heise (Idee/Konzept) für 24 h Europe – The Next Generation

Journalistische Leistung
- Georg Restle stellvertretend für die Redaktion von Monitor (WDR)
- Olga Sviridenko, Edmund Willison, Hajo Seppelt, Jörg Winterfeldt und Shea Westhoff für Kampf ums Geschlecht und Kastrationen an Mittelstreckenläufe
- Oliver Mayer-Rüth, stellvertretend für das Team des ARD-Studios Istanbul (BR)

### Unterhaltung
- Chez Krömer (rbb) – Kurt Krömer (Moderation), Michael Maier (Regie), Friedrich Küppersbusch (Produktion)
- Joko & Klaas LIVE – 15 Minuten (Staffel 1) (ProSieben) –  Thomas Schmitt (Idee/Redaktion), Klaas Heufer-Umlauf und Joko Winterscheidt (Moderation)
- Prince Charming (Staffel 1) (RTL/TVNOW) – Nicolas Puschmann (Protagonist), Nina Klink (Produktion), Jan Graefe zu Baringdorf und Nora Kauven (Executive Producer)

- Die Geschichte eines Abends … mit Olli Schulz (NDR)
- Festival der Liebe (Tele5)
- Late Night Berlin (ProSieben)
- The Masked Singer (Staffel 1) (ProSieben)
- Woidboyz on the road – Per Anhalter durch Bayern (BR)

Spezial
- Beitrag Prinz von Hohenzollern aus der Neo-Magazin-Royale-Sendung vom 14. November 2019 (ZDFneo)

### Kinder & Jugend
- Ab 18! Die Tochter von … (Joakim Demmer Film & TV Produktion für ZDF/3sat) – Joakim Demmer, Verena Kuri und Chiara Minchio (Buch/Regie)
- How to Sell Drugs Online (Fast) (Netflix) – Matthias Murmann und Philipp Käßbohrer (Creator), Sebastian Colley und Stefan Titze (Buch), Arne Feldhusen und Lars Montag (Regie)

- 100percentme (VICE Media GmbH für funk)
- Ab 18! Dazwischen Elsa (Filmgarnitur für ZDF/3sat)
- Bongo Boulevard (Meimberg GmbH für funk)
- Der Krieg und ich (LOOKSfilm/Toto Studio/SWR/Arte/Arte France/BBC)
- Die Sendung mit dem Elefanten – Opernhaus (534) (WDR)
- Druck (Staffel 4) (funk/ZDFneo)
- Ein Fall für die Erdmännchen – Weihnachtsmann gesucht (NDR)
- Ene Mene Bu – und dran bist du: Bella, Emanuel und Liesl bauen ein Kartonauto (Folge 1728) (KiKA)
- Jäger & Sammler (ZDF/funk)
- Karakaya Talk (WDR/funk)
- Leider laut (ZDF)
- Trudes Tier – Inselurlaub (WDR)
- Wir sind die Welle (Netflix)
- Y-Kollektiv: Der Rap-Hack – Kauf Dich in die Charts! (RB/funk)

Spezial:
- Bürger Lars Dietrich und Marti Fischer für Leider laut (ZDF)
- Nemi El-Hassan für Jäger & Sammler (ZDF/funk)
- logo! Die Welt und ich (ZDF/KIKa)

### Publikumspreis der Marler Gruppe
- Der König von Köln (WDR) – Ralf Husmann (Buch), Richard Huber (Regie), Judith Engel, Serkan Kaya, Joachim Król (Darstellung)